# Гоголівська, 32
Садиба Міллера — комплекс, розташований на Гоголівській вулиці  у Києві. До її складу входять колишній прибутковий будинок (№ 32-А) і флігель (№ 32-Б).
За визначенням дослідників, міська садиба — характерний зразок історичної забудови Києва кінця XIX століття.
Наказом Головного управління охорони культурної спадщини від 25.09.2006 № 53 зачислено до об'єктів культурної спадщини. Будівля перебуває в аварійному стані.

## Історія кам'яниці
Кам'яницю збудували у 1890-х роках на замовлення німецького підданого купця Бернарда Міллера. 1912 року власник запропонував міській управі взяти в оренду чоловий будинок для потреб міського училища (№ 34). Наступного року міська дума прийняла пропозицію і вийняла приміщення на п'ять років.
Близько 1922 року садибу націоналізували більшовики. Будинки використовували, як житлові. 1941 року, напередодні Німецько-радянської війни, відремонтували головний будинок, добудували два поверхи у флігелі й проклали проїзд на подвір'я.
1992 року в квартирі на першому поверсі провалилася підлога. 2007 року мешканці вийшли на акцію протесту, щоб влада звернула увагу на їхні проблеми. Згодом на підтримку тих вимог провели фотовиставку «Гоголівська 32», яка розповіла про життя людей в аварійній будівлі. Цей проєкт відзначили премією на конкурсі соціальної фотографії, організованому Королівським фотографічним товариством імені Джоани Вейклін і газетою «The Guardian».
2010 року на будинку з'явився мурал, покликаний також привернути увагу до проблемної будівлі.

## Архітектура
Комплекс садиби у підніжжя Обсерваторного пагорбу складається з будинку на червоній лінії забудови (32а) та флігеля (32б).
Головна кам'яниця (№ 32-А) — триповерхова, цегляна, пофарбована, прямокутна у плані споруда. Має двосхилий дах на дерев'яних кроквах, бляшане покриття, льох, брандмауер із північного торця, дворядне внутрішнє планування і центральну двомаршову сходову клітку.
Фасад оформлений у стилі історизму з елементами неоренесансу. Композиція в цілому симетрична, з незначним порушенням на місці закладеного проїзду. Сходова клітка підкреслена центральною розкріповкою, яка фланкована лізенами й завершена фігурним аттиком. У центральній частині розміщені парадний вхід й аркове вікно з архівольтом на третьому поверсі.
Прямокутні вікна і двері мають замкові камені. Перший і другий поверхи оздоблені лізенами, а третій — рустом і здвоєними пілястрами. Увінчує фасад антаблемент. Підвальні вікна заглиблені нижче рівня тротуару.
Тильний фасад має спрощене оформлення.
Головна кам'яниця — характерний зразок прибуткового будинку кінця XIX сторіччя.
Флігель (№ 32-Б) розташований у подвір'ї, паралельно головній кам'яниці. Первісно був двоповерховий. Згодом добудували два поверхи. Оздоблений у формах неокласицизму. Спрощений фасад над першим і другим поверхами розкреслений гуртами (смугами). Пласкі лізени підкреслюють центральне і бічні прясла. Вікна першого і другого поверхів мають лучкові перемички. Вікна надбудованої частини прямокутні з лиштвами і прямими сандриками.

## Мурал

Мурал «Оптичні ілюзії»

2010 року організатори фестивалю «Muralissimo» запросили до Києва бельгійсько-французького художника Олів'є Тушай (2Shy). Він починав у 1990-х роках із графіті в паризьких поїздах. З 2004 року брав участь в різних проєктах вуличного мистецтва, які проходили у Бельгії, Франції, Німеччини, Фінляндії тощо. Про його твори пишуть, як про яскравий, барвистий і спонтанний Всесвіт. Його візуальна мова наївна, але водночас непокірна. 2Shy у своїх творах поєднує зухвалі кольори, елементи поп-культури, коміксів і комп'ютерних ігор з оптичним мистецтвом
.
Олів'є розписав брандмауер кам'яниці № 32-А. Над стінописом стрит-артер працював з 25 до 28 жовтня 2010 року. Його мурал «Оптичні ілюзії» («Лабіринт») — це 3D-лабіринт зі сходами, по яких пересуваються чудернацькі істоти. У верхньому лівому кутку художник поставив підпис «2Shy», оплетений павутинням.